# Liste der Mühlen an der Erft

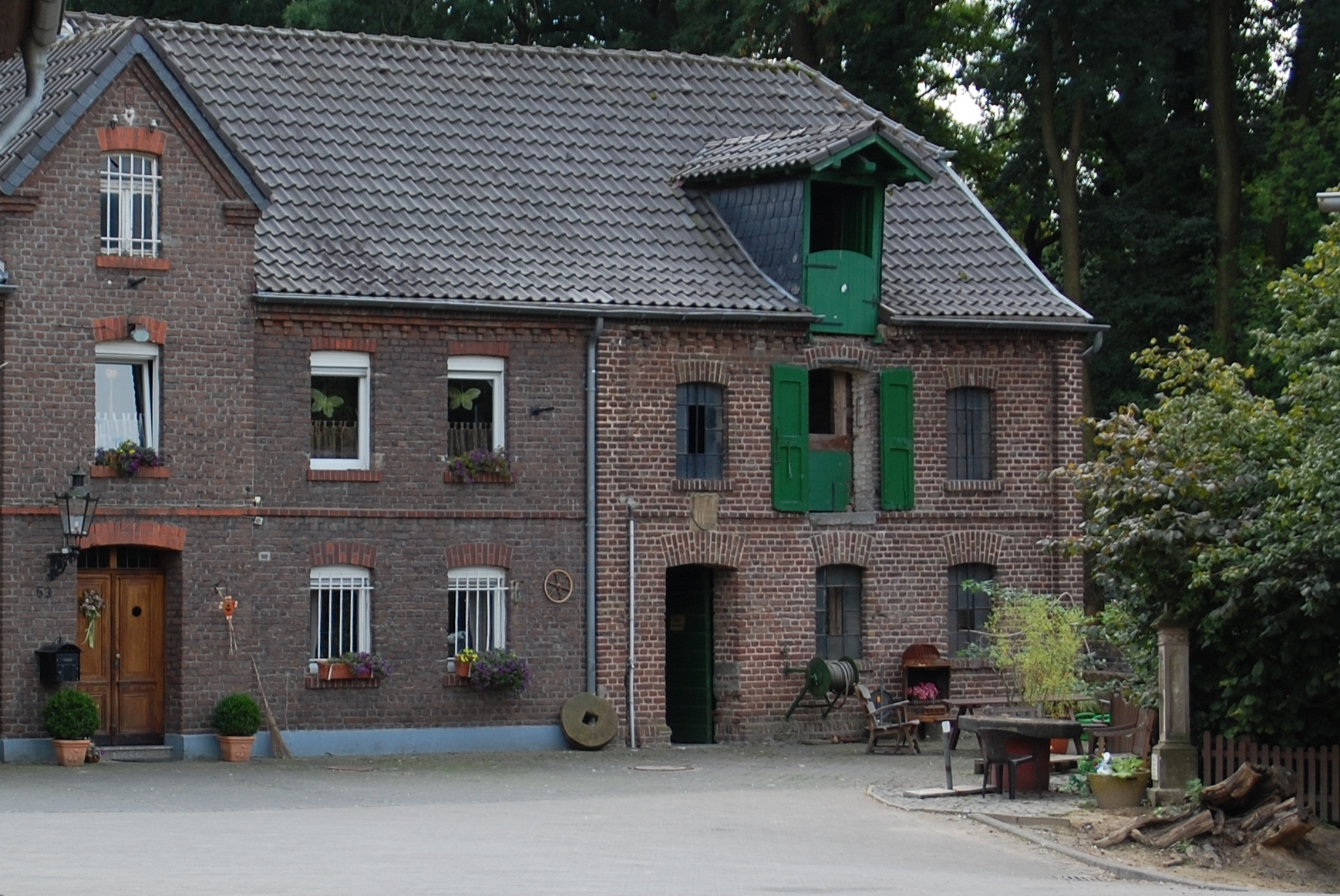
Horremer Mühle in Kerpen-Horrem

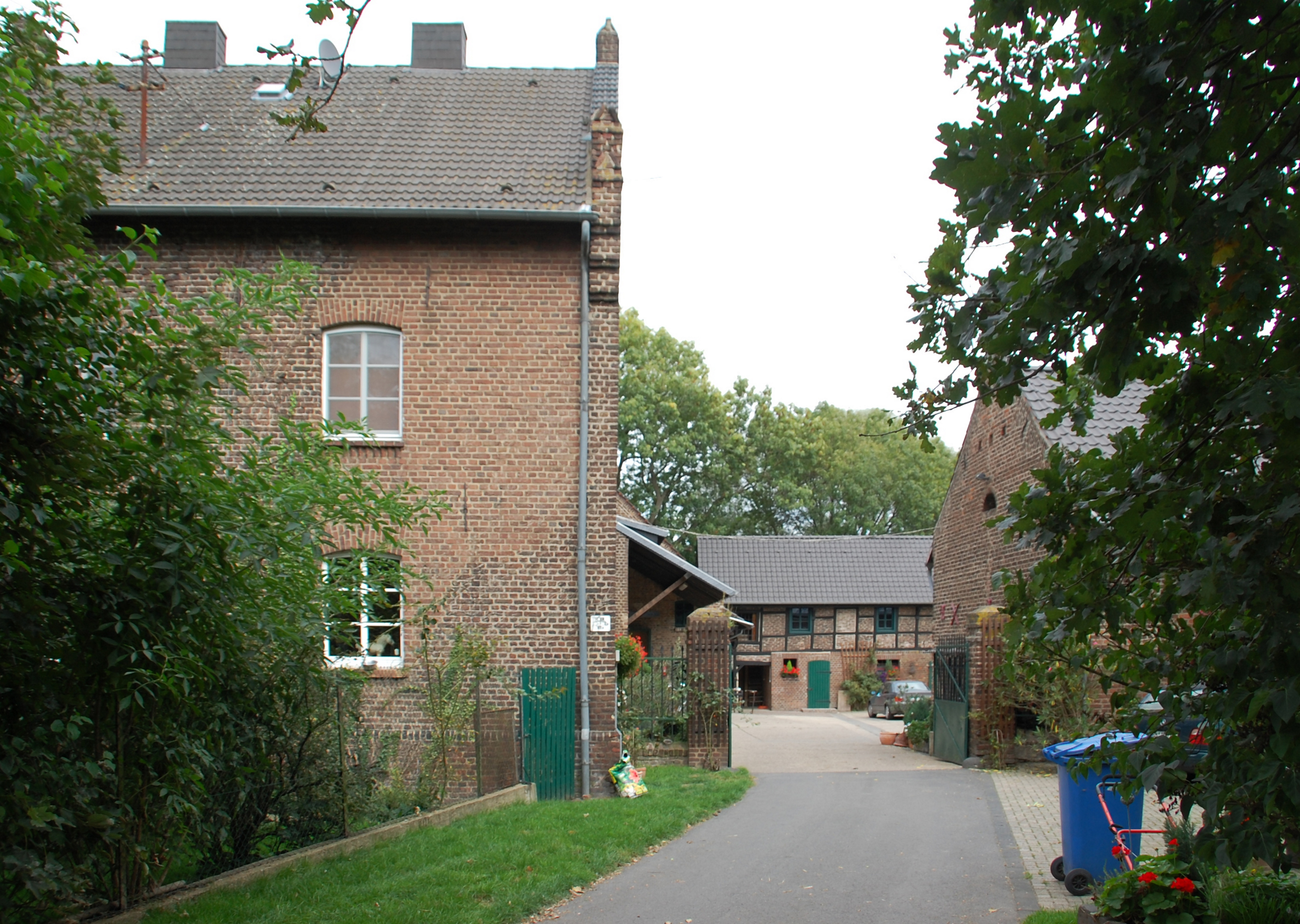
Sindorfer Mühle in Kerpen-Sindorf

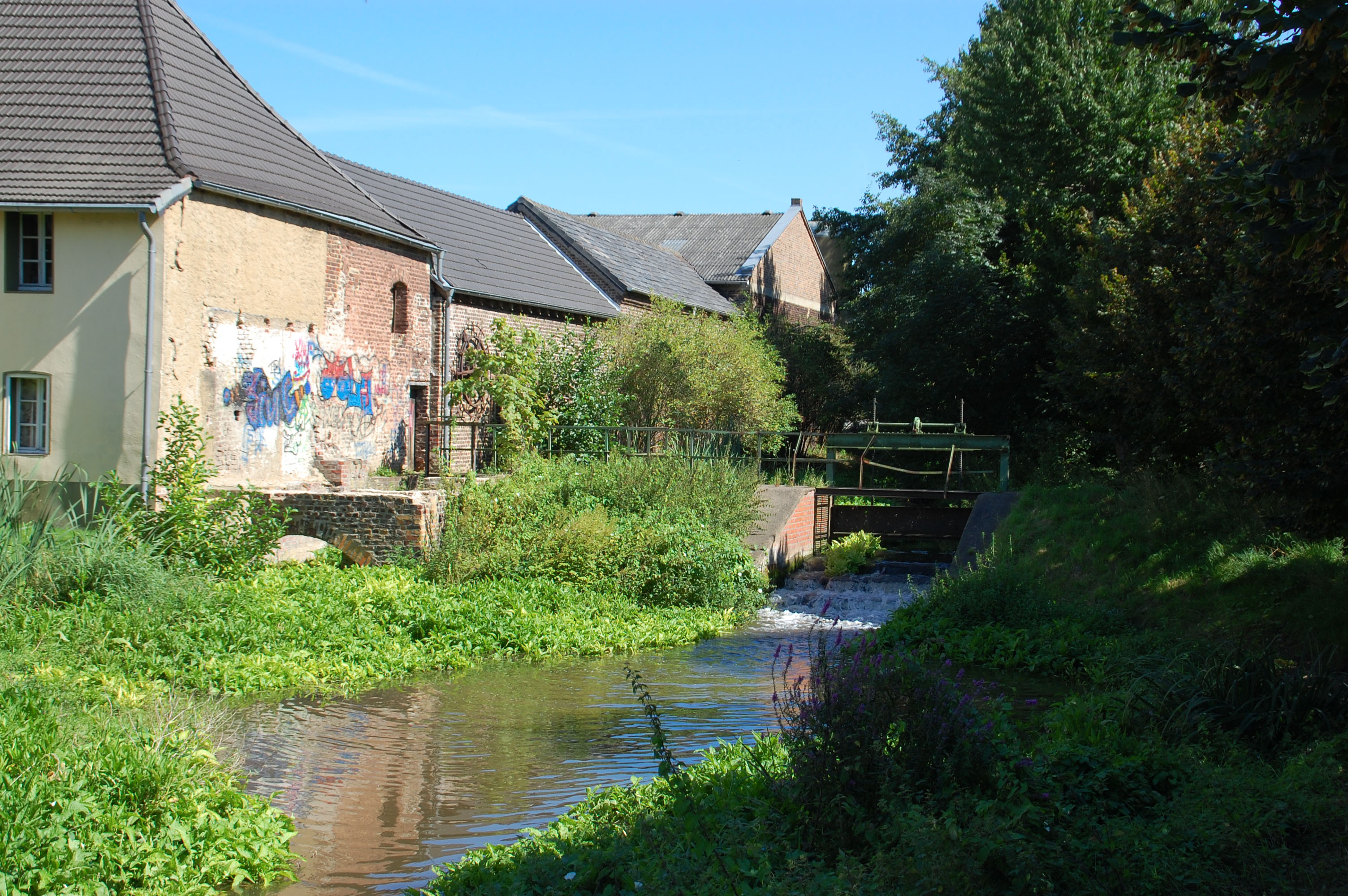
Pliesmühle in Bergheim - Quadrath-Ichendorf

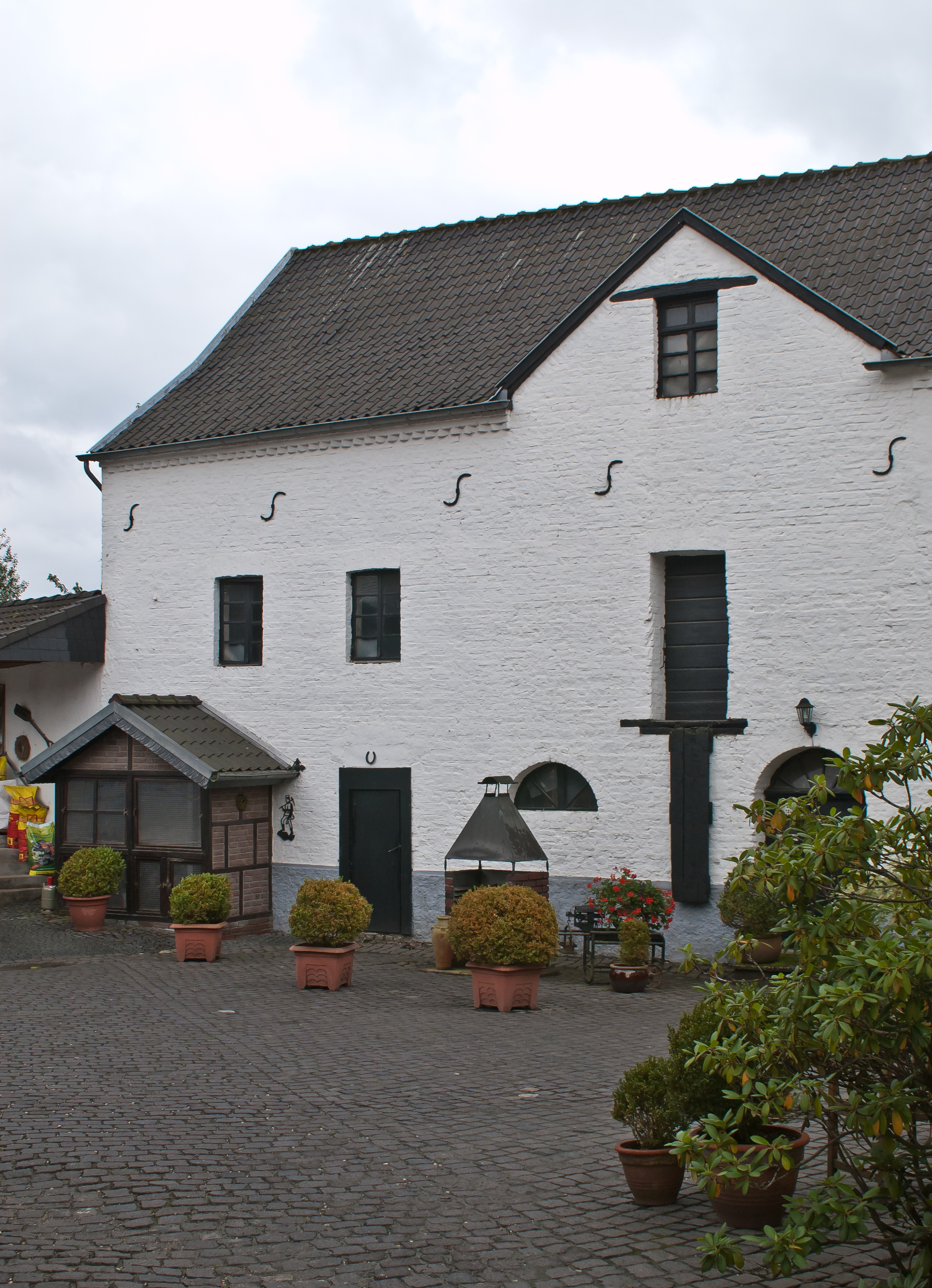
Kentener Mühle in Bergheim-Kenten

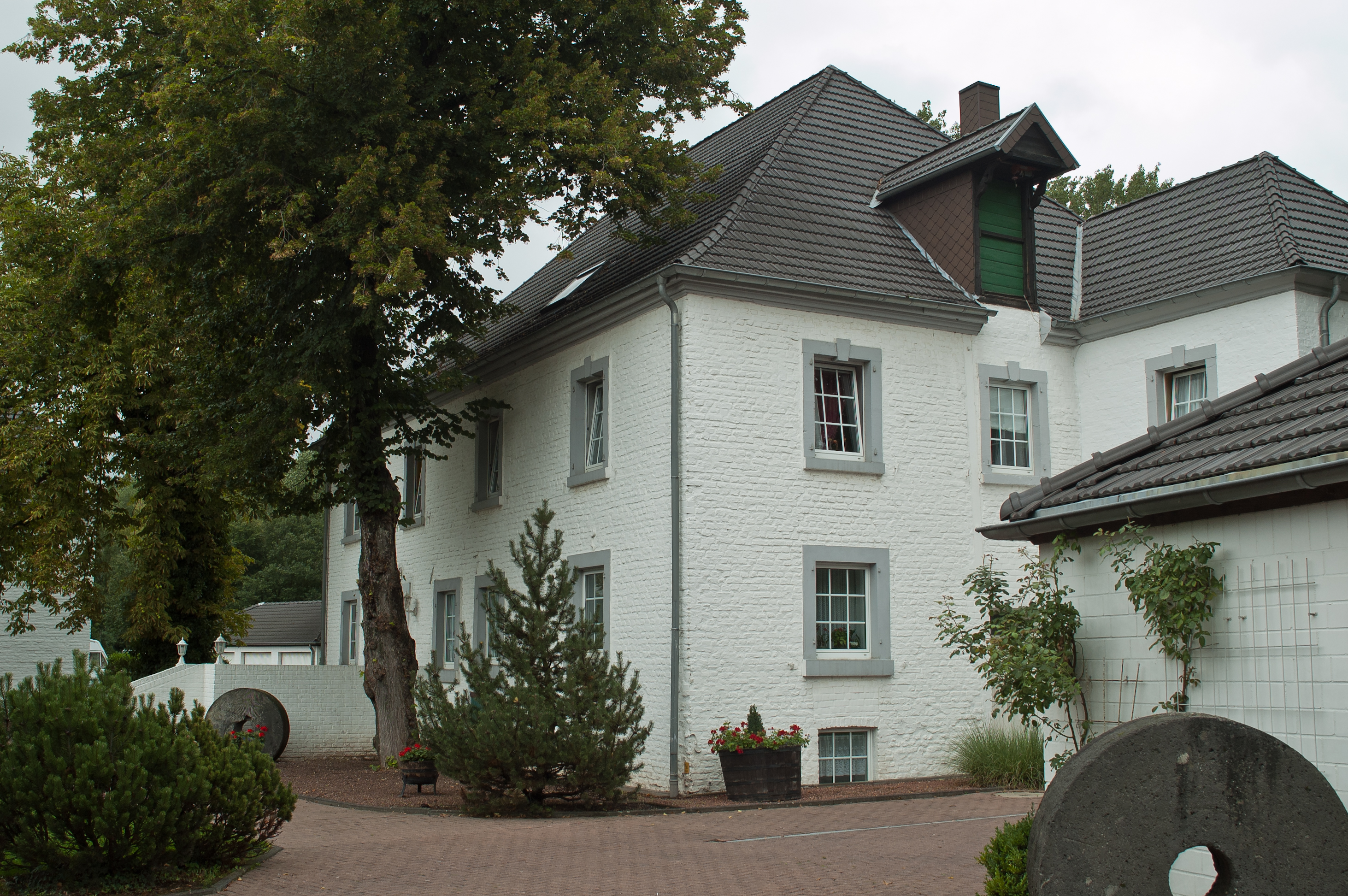
Zievericher Mühle in Bergheim-Zieverich

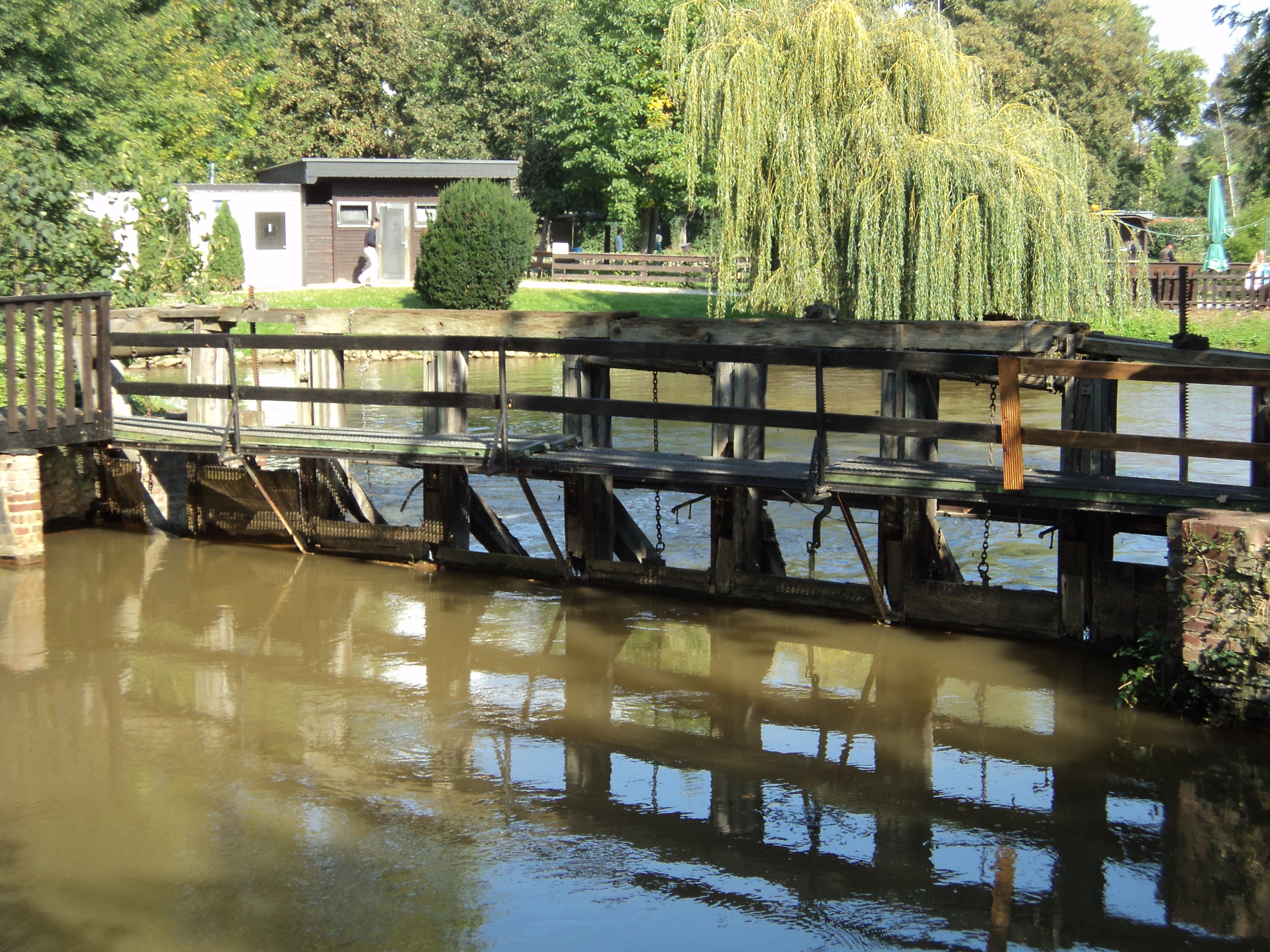
Wehranlage an der Zievericher Mühle

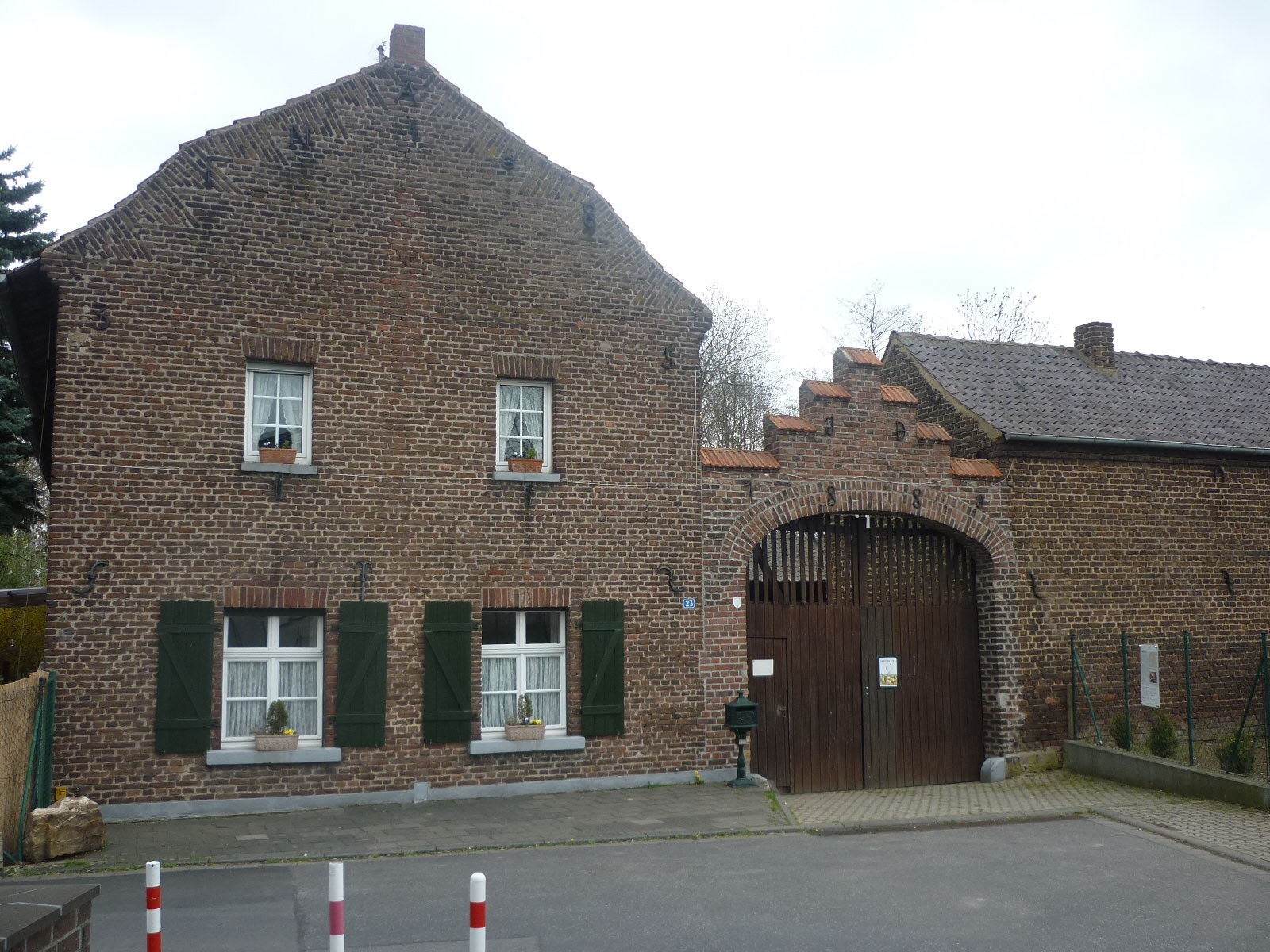
Paffendorfer Mühle in Bergheim-Paffendorf

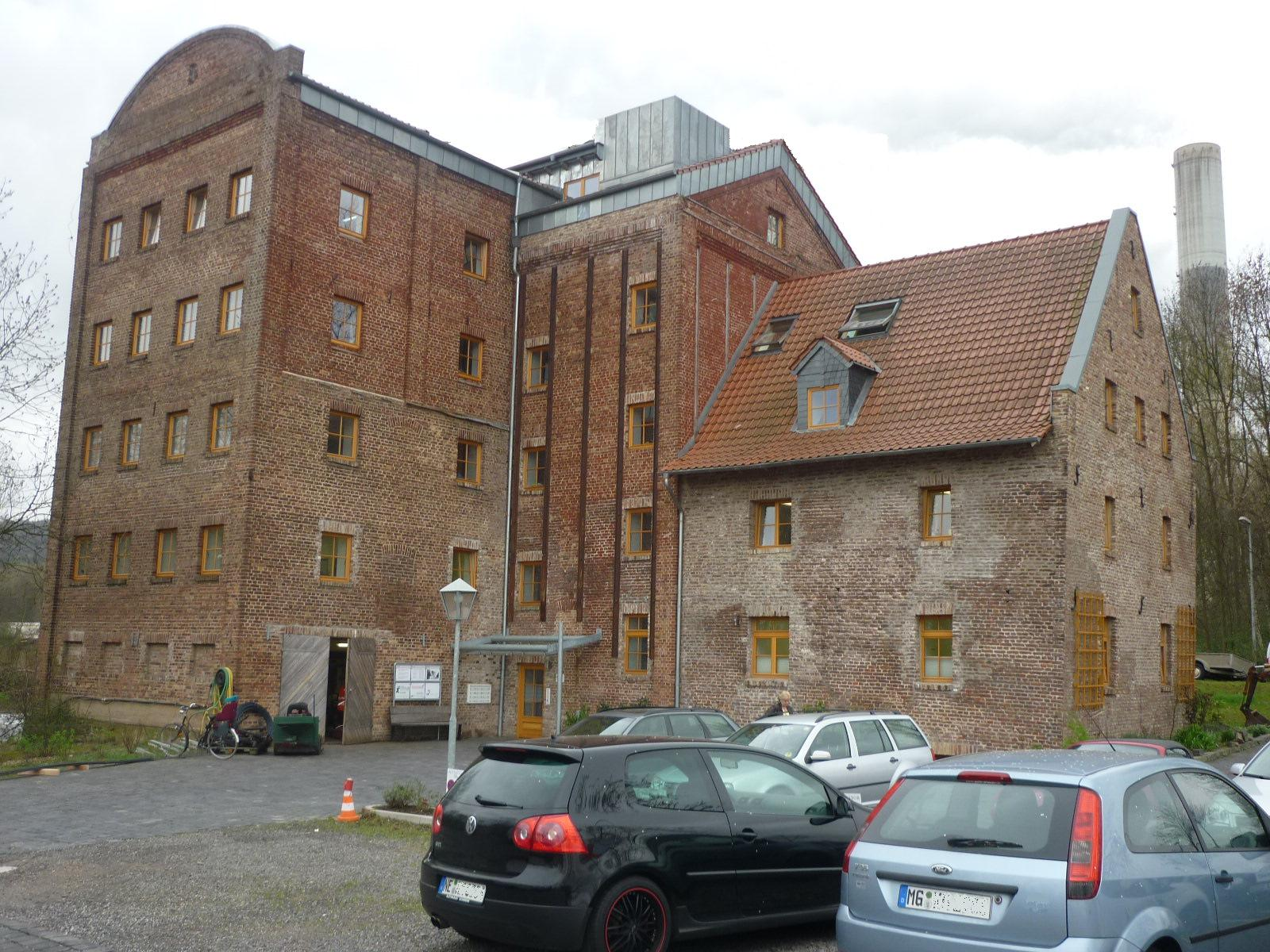
Gustorfer Mühle in Grevenbroich-Gustorf

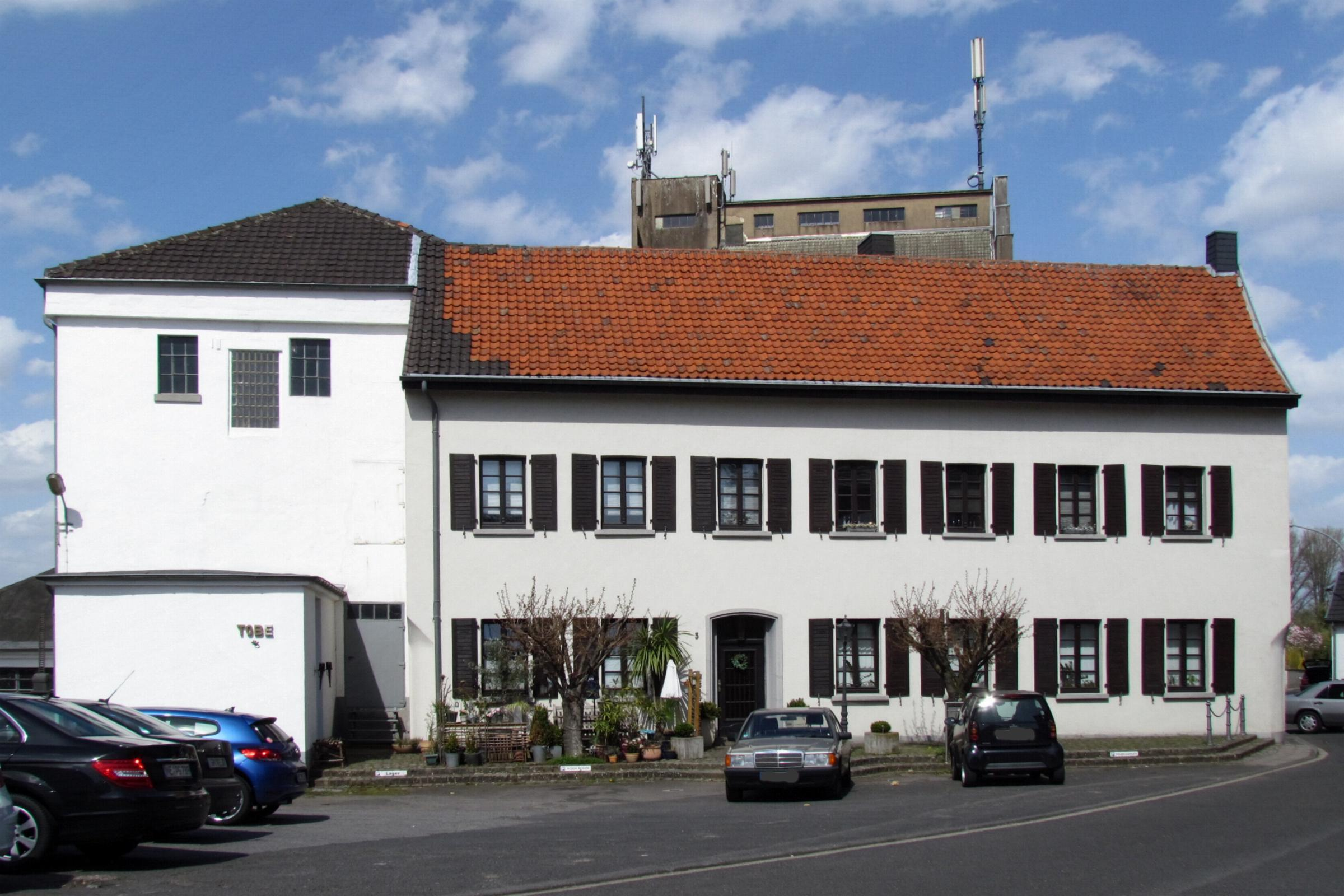
Untermühle in Grevenbroich-Wevelinghoven

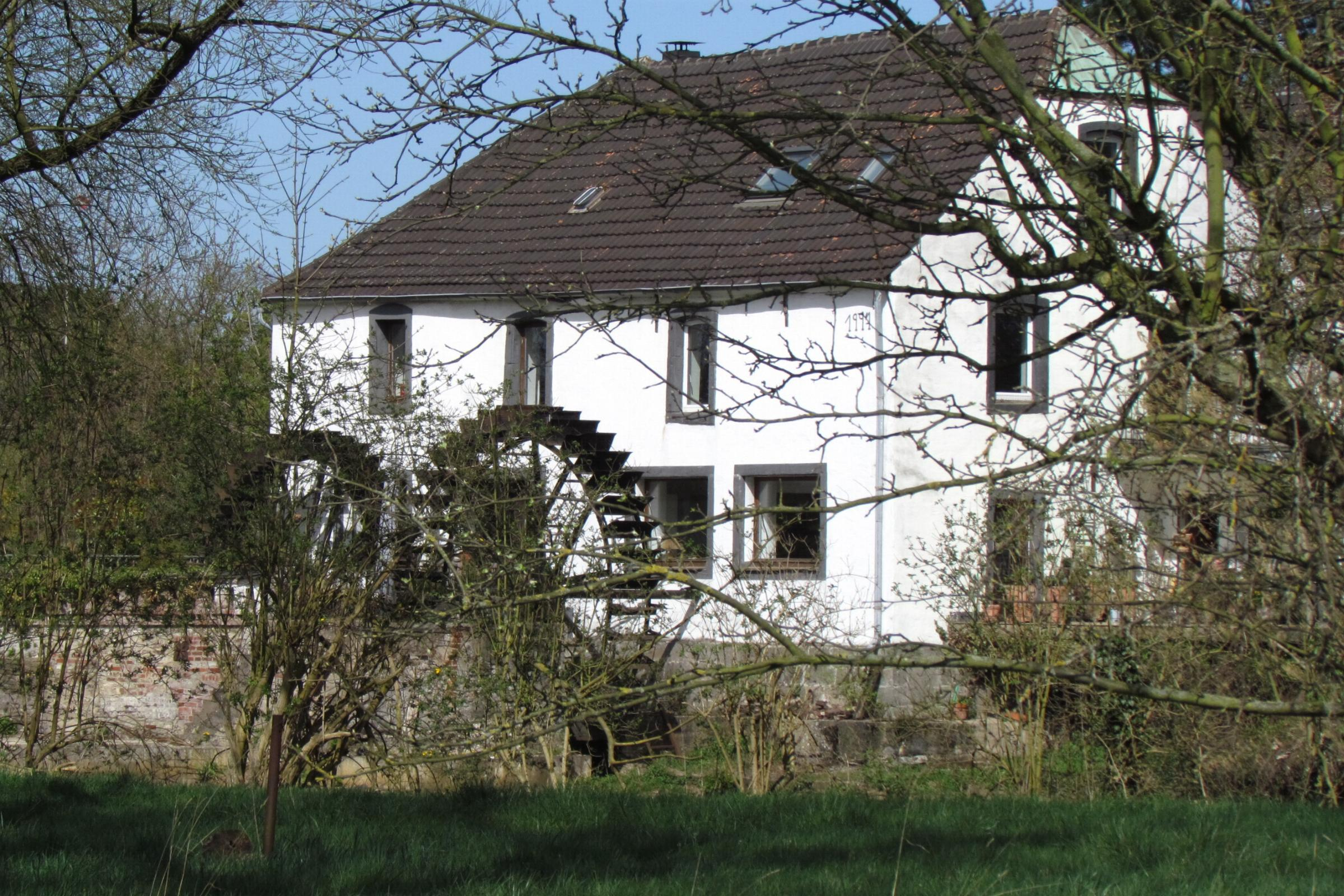
Neubrücker Mühle in Grevenbroich-Kapellen

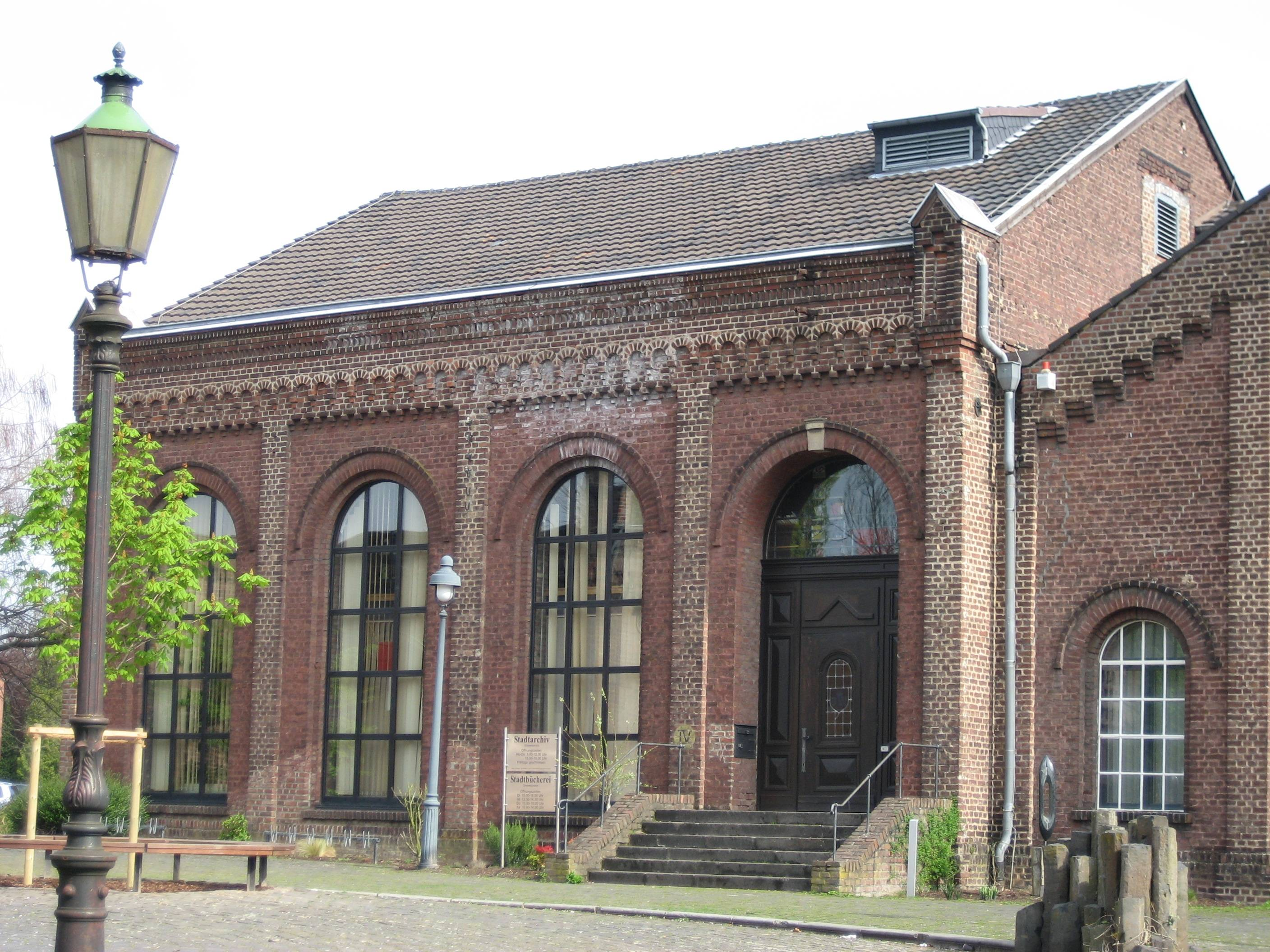
Elsener Mühle in Grevenbroich

Die Liste der Mühlen an der Erft beinhaltet die Mühlen, die an der Erft standen oder noch stehen. Die Quelle der Erft ist in Holzmühlheim, südwestlich von Bad Münstereifel in Nordrhein-Westfalen in einer Höhe von 520 m NN. Bis zur Mündung in den Rhein bei Rheinstrom-km 735 in Neuss-Grimlinghausen in einer Höhe von 29 m NN hat die Erft eine Gesamtlänge von 104 km.
Die Auflistung der Mühlen erfolgt von der Quelle zur Mündung. Die Nebenbäche folgen im gleichen Prinzip.

## Mühlen

### An der Erft
- Klinkhammer Mühle in Nettersheim-Holzmülheim, Mühlenbetrieb als Getreidemühle mit 2 oberschlächtigen Wasserrädern
- Raths Mühle in Nettersheim-Holzmühlheim, Mühlenbetrieb als Getreidemühle vor 1629–heute, mit oberschlächtigem Wasserrad, heute Turbine und Elektroantrieb
- Schocher Mühle in Nettersheim-Holzmühlheim, Mühlenbetrieb als Getreidemühle vor 1580–heute, mit oberschlächtigem Wasserrad, heute Elektroantrieb
- Obermühle in Bad Münstereifel-Schönau, Mühlenbetrieb als Getreidemühle, Mahlbetrieb bis 1970, Mühleneinrichtung noch vorhanden
- Untere Mühle in Bad Münstereifel-Schönau, Mühlenbetrieb als Walkmühle, zeitweise als Getreidemühle, um 1890 wurde die Mühle niedergelegt
- Lingscheider Mühle in Bad Münstereifel-Schönau, Mühlenbetrieb als Getreide- und Ölmühle mit Kollergang, die Karte TK 25 zeigt die Mühle 1895 als Ruine
- Oberfollmühle in Bad Münstereifel-Eicherscheid, Mühlenbetrieb als Walk- und Ölmühle mit einem oberschlächtigen Wasserrad
- Ölmühle in Bad Münstereifel-Eicherscheid, Mühlenbetrieb als Loh- und Walkmühle, Getreidemühle und als Sägewerk
- Woll Mühle in Bad Münstereifel-Eicherscheid, Mühlenbetrieb als Ölmühle, Follmühle, Lohmühle, Schleifmühle und als Holzwollfabrik
- Unterfollmühle in Bad Münstereifel, Mühlenbetrieb als Foll-, Walk- und Lohmühle. Ruine wurde nach Brand 1910 im Jahre 1966 abgerissen.
- Dreimühle in Bad Münstereifel, Mühlenbetrieb als Fruchtmühle bis 1900, sonstige Nutzung mit oberschlächtigem Wasserrad bis um 1950
- Lohmühle Roth in Bad Münstereifel, Mühlenbetrieb diente zur Herstellung von Gerberlohe zum Gerben. 1958 wurde die Gerberei stillgelegt
- Straßenmühle Erft in Bad Münstereifel, Mühlenbetrieb als Mahlmühle vor 1472, die Stilllegung der als Bannmühle geführte Mühle war 1841
- Werkmühle Erft in Bad Münstereifel, Mühlenbetrieb als Mahlmühle mit zwei Mahlgängen und oberschlächtigem Wasserrad bis 1958, heute ein Hotel
- Schleifmühle in Badmünstereifel, Mühlenbetrieb als Foll- und Schleifmühle mit einem mittelschlächtigen Wasserrad, auch als Lohmühle tätig
- Steinsmühle in Bad Münstereifel, Mühlenbetrieb als Walkmühle, heute ausgebaut zu einem Hotel
- Iversheimer Mühle in Bad Münstereifel-Iversheim, Mühlenbetrieb als Mahlmühle, wurde 1961 stillgelegt
- Burgmühle Arloff in Bad Münstereifel-Arloff, Mühlenbetrieb als Bannmühle seit 1414, Mühleneinrichtung ist komplett erhalten
- Schornsmühle in Euskirchen-Kreuzweingarten, Mühlenbetrieb seit vor 1590–1907, Gebäude sind heute als Wohnhaus genutzt
- Kapitelsmühle in Euskirchen-Kreuzweingarten, Mühlenbetrieb seit 893–1970 als Mahl- und Knochenmühle
- Kelzmühle in Weilerswist-Derkum, Mühlenbetrieb mit einer Erwähnung schon vor 1550 als Getreidemühle
- Gymnicher Mühle in Erftstadt-Gymnich, Mühlenbetrieb als Getreidemühle vor 1315 und bis 1955 in Arbeit
- Broichmühle Kerpen in Kerpen, Mühlenbetrieb als Öl- und Mahlmühle von 1425–1869
- Mödrather Mühle in Erftstadt, Mühlenbetrieb von vor 1275–1957 als Draht-, Getreide- und Farbholzmühle
- Horremer Mühle in Kerpen-Horrem, Mühlenbetrieb als Öl- und Kornmühle vor 1420-heute, eisernes Wasserrad
- Sindorfer Mühle in Kerpen-Sindorf, Mühlenbetrieb als Öl- und Kornmühle vor 15. Jh.–heute, Wasserrad wurde 1980 von Rheinbraun renoviert
- Pliesmühle in Bergheim, Quadrath-Ichendorf, Mühlenbetrieb als Öl- und Kornmühle 13./14. Jh.-um 1945, das Mühlengut ist heute das Gestüt Pliesmühle
- Escher Mühle in Bergheim-Ahe, Mühlenbetrieb als Öl- und Kornmühle vor 1166-nach 1950, die Mühlengebäude dienen heute der Landwirtschaft
- Kentener Mühle in Bergheim-Kenten, Mühlenbetrieb als Öl- und Kornmühle vor 1358–1962, Wasserrad und Mahleinrichtung ist noch vorhanden
- Bergheimer Mühle in Bergheim, Mühlenbetrieb als Öl-, Loh- und Getreidemühle vor 1243–1862, Mühle wurde niedergelegt
- Zievericher Mühle in Bergheim-Zieverich, Mühlenbetrieb als Öl- und Mahlmühle vor 1243–um 1960, heute Wohnanlage und Angelparadies
- Paffendorfer Mühle in Bergheim-Paffendorf, Mühlenbetrieb als Mahl-, Säge- und Schleifmühle vor 1339–um 1980, Mühleneinrichtung ist noch vorhanden
- Glescher Mühle in Bergheim-Glesch, Mühlenbetrieb als Öl- und Mahlmühle vor 1339–um 1950, das Gebäude wurde 1962 niedergelegt
- Bedburger Mühle in Bedburg, Mühlenbetrieb als Öl- und Kornmühle vor 1291–1964, das Gebäude wurde zum Hotel umgebaut
- Kasterer Mühle in Bedburg-Kaster, Mühlenbetrieb als Öl- und Kornmühle vor 1384–1930, heutige Nutzung als Wohnhaus
- Schloßmühle Harff in Bedburg, Mühlenbetrieb als Öl- und Kornmühle vom 13. Jh.–um 1955, Gebäude ist dem Braunkohlentagebau gewichen
- Gustorfer Mühle in Grevenbroich-Gustorf, Mühlenbetrieb als Öl- und Kornmühle vor 1335–1961, Stauwehr erneuert
- Erftmühle in Grevenbroich, Mühlenbetrieb als Öl- und Kornmühle vor 1273-heute, ausgebaut zu einem modernen Mühlenbetrieb
- Elsener Mühle in Grevenbroich, Mühlenbetrieb als Öl-, Loh- und Getreidemühle vor 1263–1954/55, heutige Nutzung durch die Stadt Grevenbroich
- Obermühle in Grevenbroich-Wevelinghoven, Mühlenbetrieb als Öl- und Mahlmühle im 12. Jh.-heute, ausgebaut zu einem modernen Mühlenbetrieb
- Untermühle in Grevenbroich-Wevelinghoven, Mühlenbetrieb als Öl- und Mahlmühle vor 1305-um 1960, heutige Nutzung als Wohngebäude
- Neubrücker Mühle in Grevenbroich-Kapellen, Mühlenbetrieb als Öl-, Getreide- und Sägmühle von 1678–1956, heutige Nutzung als Wohnhaus
- Hombroicher Mühle in Neuss-Holzheim, Mühlenbetrieb als Bannmühle vor 1218-nach 1588, Mühle wurde im Kölnischen Krieg (1582–1589) zerstört
- Eppinghover Mühle in Neuss-Holzheim, Mühlenbetrieb als Öl- und Kornmühle vor 1220–1967/68, Gebäude noch vorhanden, teilweise Wohnhaus
- Erprather Mühle in Neuss-Reuschenberg, Mühlenbetrieb als Öl- und Mahlmühle von 12./13. Jh.-1957, heute moderner Mühlenbetrieb

### Quart- und Wespelbach
- Zingsheimer Mühle in Nettersheim-Zingsheim, Mühlenbetrieb mit einem oberschlächtigen Wasserrad, 1965 niedergelegt
- Mühle Pesch in Nettersheim-Pesch, Mühlenbetrieb als Getreide- und Lohmühle, heute ein Wohnhaus
- Lohmühle Pesch in Nettersheim-Pesch, Mühlenbetrieb als Mahlmühle, wurde schon vor dem Ersten Weltkrieg stillgelegt

### Eschweiler Bach
- Gilsdorfer Mühle in Bad Münstereifel-Gilsdorf, Mühlenbetrieb als Getreidemühle
- Nöthener Mühle in Bad Münstereifel-Nöthen, Mühlenbetrieb als Getreidemühle mit einem oberschlächtigen eisernen Wasserrad
- Eschweiler Ölmühle in Bad Münstereifel-Eschweiler, Mühlenbetrieb als Ölmühle, später auch als Walkmühle
- Eschweiler Mühle in Bad Münstereifel-Eschweiler, Mühlenbetrieb als Getreidemühle
- Möschemer Mühle in Bad Münstereifel-Iversheim, Mühlenbetrieb als Getreidemühle

### Erftmühlenbach
- Schleifmühle Rheder in Euskirchen-Rheder, Mühlenbetrieb als Walk- und Schleifmühle, heute eine moderne Fabrikanlage
- Liersmühle in Euskirchen-Stotzheim, Mühlenbetrieb seit 1668 als Lohmühle, Vollmühle und Tuchfabrik, Porzellanfabrik Liersmühle, heutige Nutzung als Wohnhaus
- Papierfabrik Alzenau in Euskirchen-Stotzheim, Mühlenbetrieb als Loh-, Öl- und Walkmühle ab 1571, seit 1859 Papierfabrik
- Klostermühle Falkenstein in Euskirchen-Stotzheim, Mühlenbetrieb als Loh-, Öl- und Getreidemühle
- Ölmühle Mainz in Euskirchen-Stotzheim, Mühlenbetrieb als Ölmühle um 1660–1950, Stilllegung der Mühle 1950
- Kloster Schweinheimer Mühle in Euskirchen-Stotzheim, Mühlenbetrieb ab 1242 als größte Getreidemühle am Erftmühlenbach
- Kerpches Mühle in Euskirchen-Stotzheim, Mühlenbetrieb ab um 1660–1944, Zerstörung des Wasserrades durch Kriegseinwirkung
- Flockenmühle in Euskirchen-Stotzheim, Mühlenbetrieb mit einem unterschlächtigen Wasserrad bis um 1960
- Dahmens Mühle in Euskirchen-Kuchenheim, Mühlenbetrieb schon vor 1440, als Öl- und Gerstenmühle 1896 abgebrannt
- Thomberger Mühle in Euskirchen-Kuchenheim, Mühlenbetrieb schon vor 1660. Die Mühle wurde 1960 stillgelegt
- Bäumers Mühle in Euskirchen-Kuchenheim, Mühlenbetrieb ab 1660 nach vorheriger Zerstörung im 30-Jährigen Krieg
- Lohmühle Roitzheim in Euskirchen-Kuchenheim, Mühlenbetrieb als Öl- und Getreidemühle mit zwei Mahlgängen und eine Ölpresse
- Tuchfabrik Müller in Euskirchen-Kuchenheim, Mühlenbetrieb vor 1660 als Getreidemühle, heute ist hier ein Industriemuseum eingerichtet
- Dorfmühle Kuchenheim in Euskirchen Kuchenheim, Mühlenbetrieb vor 1239 als Öl- und Mahlmühle, noch funktionstüchtig
- Rongensmühle in Euskirchen-Kuchenheim, Mühlenbetrieb vor 1660 als Walkmühle aufgeführt. Später auch Öl- und Getreidemühle bis 1958
- Bruchmühle Kuchenheim in Euskirchen-Kuchenheim, Mühlenbetrieb als Ölmühle vor 1660
- Grondahlsmühle in Euskirchen-Kuchenheim, Mühlenbetrieb als Lohmühle 1794 benannt, auch als Farbholzmühle in Betrieb
- Kleeburger Mühle in Euskirchen-Weidesheim, Mühlenbetrieb wurde vor 1550 durch Erwähnung in einem Schöffenweistum
- Neumühle Weidesheim in Euskirchen-Weidesheim, Mühlenbetrieb als Getreidemühle mit einem unterschlächtigen Wasserrad
- Schafsmühle in Euskirchen-Kleinbüllesheim, Mühlenbetrieb mit einem unterschlächtigen Wasserrad und zwei Mahlgängen
- Burgmühle Kleinbüllesheim in Euskirchen-Kleinbüllesheim, Mühlenbetrieb als Öl- und Getreidemühle bis 1920 in Betrieb
- Marienthaler Mühle in Euskirchen-Kleinbüllesheim, Mühlenbetrieb als Getreidemühle mit einer Erwähnung um 1660
- Burgmühle Großbüllesheim in Euskirchen-Großbüllesheim, Mühlenbetrieb schon vor 1770 als Getreidemühle
- Kompsmühle in Euskirchen-Großbüllesheim, Mühlenbetrieb mit einem unterschlächtigen Wasserrad

### Lommersumer Mühlenbach
- Peilsmühle in Weilerswist-Lommersum, Mühlenbetrieb schon vor 1483 als Getreidemühle bis zur Stilllegung 1892
- Ölmühle Lommersum in Weilerswist-Lommersum, Mühlenbetrieb seit 1727 als Mahlmühle bis ins 19. Jahrhundert
- Olligsmühle Lommersum in Weilerswist-Lommersum, Mühlenbetrieb seit 1693 als Öl- und Getreidemühle
- Mühlenhof Hensberg-Lagier in Weilerswist-Lommersum, Mühlenbetrieb seit 1839 mit einem unterschlächtigen Wasserrad

### Mühlenbach
- Tomberger Mühle in Weilerswist-Großvernich, Mühlenbetrieb als Mehl- und Ölmühle mit einem oberschlächtigen Wasserrad
- Ölmühle Großvernich in Weilerswist-Großvernich, Mühlenbetrieb mit einem unterschlächtigen Wasserrad als Mahlmühle

### Weilerswister Mühlenbach
- Weilerswister Mühle in Weilerswist, Mühlenbetrieb mit zwei unterschlächtigen Wasserrädern, zwei Mahlgängen und einer Ölpresse
- Mühle Burg Kühlseggen in Weilerswist, Mühlenbetrieb seit 1669, Mühleneinrichtung nicht mehr vorhanden

### Liblarer Mühlenbach
- Bliesheimer Mühle in Erftstadt-Bliesheim, Mühlenbetrieb seit 1260 erwähnt, 1973 stillgelegt
- Buschfelder Mühle in Erftstadt-Bliesheim, Mühlenbetrieb seit 1549 als Mahlmühle. 1837 mit zwei unterschlächtigen Wasserrädern
- Frauenthaler Mühle in Erftstadt-Liblar, Mühlenbetrieb als Getreidemühle schon 1580 erwähnt. 1984 wurde das Gebäude niedergelegt
- Brüggener Mühle in Kerpen-Brüggen, Mühlenbetrieb seit dem 13. Jahrhundert als Mahlmühle mit einem unterschlächtigen Wasserrad

### Quadrather Bach
- Pletschmühle in Bergheim Quadrath-Ichendorf, Mühlenbetrieb als Mahlmühle von 14./15. Jh.-1945, das ruinöse Gebäude wurde 1950 niedergelegt.

### Türnicher Mühlenbach
- Türnicher Mühle in Kerpen-Türnich, Mühlenbetrieb von 1400–1945, heute ein Wohnhaus

### Finkelbach
- Oberembter Mühle in Elsdorf-Oberembt, Mühlenbetrieb als Mahlmühle vor 1563–1960, Mühle ist nicht mehr vorhanden
- Richardshovener Mühle in Elsdorf-Niederembt, Mühlenbetrieb als Mahlmühle vor 1272–1850/60, Mühle ist nicht mehr vorhanden
- Kirdorfer Mühle in Bedburg-Kirdorf, Mühlenbetrieb als Mahl- und Papiermühle vor 1288-1. H. 20. Jh., Mühle wurde vom Braunkohletagebau überbaut

## Quelle
- Hans Vogt: Niederrheinischer Wassermühlen-Führer 2. Auflage. Verein Niederrhein, Krefeld 1998, ISBN 3-00-002906-0
- Erich Mertes • Daniel Heidenbluth • Peter Bertram: Mühlen der Eifel, Band II, Die Nordeifel, ISBN 3-938208-09-0